# الكل من أجل الفوز (فلم)
الكل من أجل الفوز (() "Saint of Gambling") هو فيلم كوميدي في هونغ كونغ عام 1990، أخرجه جيفري لاو وكوري يوين، وبطولة ستيفن تشاو. أول فيلم يتجاوز علامة 40 مليون دولار هونج كونج (41,326,156.00 دولار هونج كونج) في شباك التذاكر في هونج كونج. كانت محاكاة ساخرة لـ God of Gamblers (1989)، وبسبب نجاحها أنتجت تكملة، God of Gamblers II (1990)، والتي تضمنت شخصيات من God of Gamblers الأصلي.

## القصة
سينغ (ستيفن تشاو) هو فتى ريفي من الصين وصل إلى هونغ كونغ لزيارة عمه «بلاكي تات» (نغ مان-تات). عندما يبقى سينغ مع عمه وأصدقائه في شقتهم، سرعان ما يتعلم بلاكي قدرة سينغ الخارقة على رؤية الأشياء، وفي وقت لاحق، قدرته على تغيير أوراق اللعب عن طريق فركها. يستفيد من هذا ويحول سينغ إلى Dou Seng أو "Saint of Gamblers". بعد خوض معركة مع العديد من المقامرين في الأزقة، التقى بـ Yee-mung aka «ليدي دريم» (ترجمة: حلم جميل، أتباع لـ «ملك المقامرون»، ويصبح مفتونًا بها. سرعان ما يصبح سينغ منافسًا للملك ويجب أن يشق طريقه في منافسة عالمية لإثبات مهارته.

## الممثلون
- ستيفن تشاو (左 頌 星) يغني «القديس المقامر»
- نغ مان تات مثل (黑仔 達) بلاكي تات
- شارلا تشيونغ بدور (綺夢) يي مونج «سيدة الحلم»
- ساندرا نج مثل (阿萍) بينغ
- بول تشون في دور (洪光) السيد هونغ «ملك المقامرون»
- كوري يوين بدور (賣魚 盛) مريب شينغ
- جيفري لاو في دور (陳松) تشونغ تشان
- وان يونغ مينج في دور بيلي
- شيلا تشان بدور (阿英) ينغ
- تشين تسي أنج
- أنجلينا لو مثل (六 姑) لوك
- تشيونغ كا سانغ
- ليو هوانغ هسي

## ترشيحات الجائزة
| سنة  | جائزة                              | فئة             | متلقي | نتيجة |
| ---- | ---------------------------------- | --------------- | --- | ----- |
| 1991 | جوائز هونغ كونغ السينمائية العاشرة | أفضل ممثل       | ستيفن تشو \|style="background: #FFCCCC; color: black; vertical-align: middle; text-align: center; " class="no table-no2"\|رُشِّح  |       |
| 1991 | جوائز هونغ كونغ السينمائية العاشرة | أفضل ممثل مساعد | نج مان تات \|style="background: #FFCCCC; color: black; vertical-align: middle; text-align: center; " class="no table-no2"\|رُشِّح |       |

## روابط خارجية
- All for the Winner at the Hong Kong Movie DataBase
- All for the Winner at Hong Kong Cinemagic
- All for the Winner at chinesemov.com
- All for the Winner at LoveHKFilm
- All for the Winner at IMDb
- الكل من أجل الفوز على موقع أول موفي.